# Lucio Silla (Mozart)
Lucio Silla, K 135, è un'opera lirica di Wolfgang Amadeus Mozart scritta nel 1772. Il libretto, denominato "Dramma per musica in tre atti" è di Giovanni De Gamerra, in parte rivisto da Metastasio che aggiunse una scena al secondo atto.

## Storia
Dopo il buon successo ottenuto con la sua prima opera seria, Mitridate, re di Ponto, Mozart ricevette un nuovo incarico  dal Teatro Regio Ducale di Milano. Durante un precedente viaggio in Italia realizzato dal musicista con il padre Leopold e conclusosi nel marzo 1770, il teatro milanese aveva già rappresentato due opere del giovanissimo compositore; la nuova opera venne scritta tra ottobre e dicembre, iniziata a Salisburgo e terminata a Milano. Le prove per la rappresentazione furono difficoltose, in particolare per la mancata presenza del soprano Anna De Amicis, arrivata con grande ritardo e creando per di più numerose difficoltà. Il teatro infine, il 26 dicembre 1772, mise in scena per la prima volta il Lucio Silla con Venanzio Rauzzini come interprete di Cecilio, senza però riscuotere particolare successo; le motivazioni risiedono soprattutto nella forzata sostituzione, qualche giorno prima, dell'ammalato Arcangelo Cortoni come protagonista e per il grande ritardo di ben tre ore, per l'inizio della rappresentazione, dovute all'attesa dell'Arciduca Ferdinando d'Asburgo-Este. L'opera ebbe successivamente un ottimo riscontro da un folto pubblico, diverse arie furono ripetute a richiesta ogni sera. Lucio Silla rimase in cartellone per altre 25 recite, ma in seguito fu accantonata per molto tempo.
In epoca moderna l'opera venne di nuovo rappresentata a partire dal 1929 al Teatro Nazionale di Praga. Al Festival di Salisburgo la prima è stata nel 1964. In seguito ebbe numerose rappresentazioni, da ricordare nel 1980 all'Opernhaus Zürich dove la prima è stata diretta da Nikolaus Harnoncourt con Edita Gruberová, e al Teatro alla Scala di Milano nel 1984 diretta da Sylvain Cambreling con Lella Cuberli.

## Cast della prima assoluta
| Personaggio | Tipologia vocale      | Interpreti della prima 26 dicembre 1772 (direttore Wolfgang Amadeus Mozart) |
| ----------- | --------------------- | --------------------------------------------------------------------------- |
| Lucio Silla | tenore                | Bassano Morgnoni                                                            |
| Giunia      | soprano               | Anna de Amicis-Buonsolazzi                                                  |
| Cecilio     | soprano castrato      | Venanzio Rauzzini                                                           |
| Lucio Cinna | soprano (in travesti) | Felicità Suardi                                                             |
| Celia       | soprano               | Daniella Mienci                                                             |
| Aufidio     | tenore                | Giuseppe Onofrio                                                            |

## Organico orchestrale
La partitura di Mozart prevede l'utilizzo di:
- 2 flauti, 2 oboi, 2 fagotti
- 2 corni, 2 trombe
- timpani
- archi.

Il basso continuo nei recitativi secchi è garantito dal clavicembalo e dal violoncello.

## Trama

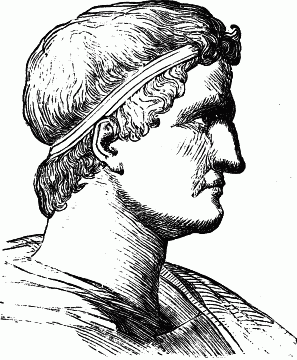
Ritratto di Silla

Nel 79 a.C. il patrizio Lucio Cornelio Silla è divenuto dittatore di Roma, acerrimo nemico del console Caio Mario e dei suoi seguaci.

### Atto I
Lucio Silla è innamorato di Giunia, figlia di Mario, suo antico avversario, ormai deceduto. Nel tentativo di conquistarla ha mandato Cecilio, un senatore romano fidanzato di Giunia, in esilio, dicendo quindi a tutti che il giovane è morto. Giunia affranta lo piange convinta che non ritonerà più, ma Cecilio invece rientra in patria di nascosto e viene informato dall'amico Cinna che la sua promessa sposa si trova nella casa di Silla. Questi, per indurre la donna a sposarlo, la convince che Cecilio è morto e chiede aiuto anche alla sorella Celia per far cedere la giovane. Giunia respinge Silla e, mentre si trova presso la tomba del padre, incontra Cecilio che si era nascosto fra i sepolcri.

### Atto II
Aufidio, tribuno romano, consiglia Silla di ottenere l'appoggio del Senato per indurre Giunia a sposarlo. Cinna, amico di Cecilio, al quale Silla ha promesso in sposa la sorella Celia, riesce a convincere Cecilio a non uccidere subito il dittatore proponendo a Giunia di assecondare le nozze con Silla per poterlo colpire al momento propizio. Giunia però rifiuta pubblicamente le nozze con Silla e, dichiarando di preferire la morte, minaccia di suicidarsi. Cecilio arriva in suo soccorso, ma il piano da lui escogitato per uccidere il tiranno fallisce e viene arrestato e imprigionato. Silla è però turbato dalla sincera fedeltà del giovane nei confronti dell'amata.

### Atto III
Celia, convinta da Cinna, ottiene dal fratello di far incontrare Cecilio e Giunia, la quale si dichiara pronta a morire con l'amato. Cinna si reca a confortare l'amico in prigione, raggiunto subito da Giunia. Sul Campidoglio la vicenda assume un risvolto inaspettato: Silla decide di liberare Cecilio e consente alle nozze di questi con Giunia e di Cinna con sua sorella, quindi rinuncia alla dittatura e libera i prigionieri politici.

## Struttura musicale
- Ouverture. Molto allegro (Re maggiore)

### Atto primo
- N. 1 Aria Vieni ov'amor t'invita (Cinna)
- Recitativo accompagnato Dunque sperar poss'io e
- N. 2 Aria Il tenero momento (Cecilio) (Fa maggiore)
- N. 3 Aria Se lusinghiera speme (Celia)
- N. 4 Aria Dalla sponda tenebrosa (Giunia). Andante, adagio (Mi bemolle maggiore)
- Recitativo accompagnato E tollerare io posso, Mi piace? (Do maggiore)
- N. 5 Aria Il desio di vendetta e di morte (Silla)
- Recitativo accompagnato Morte, morte fatal (Cecilio) (La minore)
- N. 6 Coro Fuor di queste urne dolenti con Solo di Giunia O del padre ombra diletta
- Recitativo accompagnato Se l'empio Silla (Giunia)
- N. 7 Duetto D'Eliso in sen m'attendi (Giunia, Cecilio)(La maggiore)

### Atto secondo
- N. 8 Aria Guerrier, che d'un acciaro (Aufidio), Allegro (Do maggiore)
- Recitativo accompagnato Ah corri, vola (Cecilio)
- N. 9 Aria Quest'improvviso tremito (Cecilio). Allegro assai (Re maggiore)
- N. 10 Aria [Cavatina] Se il labbro timido (Celia)
- Recitativo accompagnato Vanne. T'affretta e
- N. 11 Aria Ah se il crudel periglio (Giunia)
- Recitativo accompagnato Ah sì, scuotasi omai l'indegno giogo e
- N. 12 Aria Nel fortunato istante (Cinna)
- N. 13 Aria D'ogni pietà mi spoglio (Silla)
- Recitativo accompagnato Chi sa, che non sia questa e
- N. 14 Aria Ah se a morir mi chiama (Cecilio)
- N. 15 Aria Quando sugl'arsi campi (Celia)
- Recitativo accompagnato In un istante e
- N. 16 Aria Parto, m'affretto (Giunia)
- N. 17 Coro Se gloria il crin ti cinse
- N. 18 Terzetto Quell'orgoglioso sdegno (Giunia, Cecilio, Silla) (Si bemolle maggiore)

### Atto terzo
- N. 19 Aria [Cavatina] Strider sento la procella (Celia)
- N. 20 Aria De' più superbi il core (Cinna)
- N. 21 Aria Pupille amate (Cecilio) (La maggiore)
- Recitativo accompagnato Sposo... mia vita... e
- N. 22 Aria Fra i pensieri più funesti di morte (Giunia). Andante (Do minore)
- Recitativo Celia, Cinna non più (Silla, Cinna, Cecilio)
- Recitativo Anima vil (Giunia, Silla)
- Recitativo Lo sposo mio? (Giunia, Cinna, Celia, Cecilio, Silla, Aufidio)
- N. 23 Finale (tutti e il coro) [Ciaccona] Il gran Silla che a Roma in seno. Allegro (Re maggiore)

## Analisi
Nonostante l'intervento di Metastasio, Mozart, pur sapendo che il libretto era di scarso valore, lo accettò allo scopo di poter realizzare una nuova opera e rinunciò a gran parte dei recitativi che egli stesso aveva scritto, eliminati nella revisione, riproponendone dei nuovi adatti alle nuove parti di Metastasio. La scrittura musicale è comunque sempre molto coerente con il libretto e non presenta più le imperfezioni riscontrate nel lavoro precedente Mitridate, re di Ponto, come colorature in grande numero e spesso fuori luogo.
Nella sua nuova opera Mozart ha cercato, malgrado le incertezze dovute alla giovanissima età, di dare un nuovo vigore all'opera seria, da tempo legata a forme molto austere. Anche se le parti corali presentano ancora un aspetto piuttosto rigido, secondo le regole tradizionali, le linee melodiche, le arie costruite su varie tipologie di modelli, la tessitura strumentale, pongono l'opera, nella loro innovazione, già al di sopra di molti esempi precedenti.

## Discografia
| Anno | Cast (Silla, Cecilio, Giunia, Cinna, Celia)                                            | Direttore             | Etichetta |
| ---- | -------------------------------------------------------------------------------------- | --------------------- | --------- |
| 1962 | Ferrando Ferrari, Fiorenza Cossotto, Dora Gatta, Anna Maria Rota, Rena Gary Falachi    | Carlo Felice Cillario | Sarx      |
| 1977 | Peter Schreier, Julia Varady, Arleen Augér, Edith Mathis, Helen Donath                 | Leopold Hager         | Philips   |
| 1985 | Anthony Rolfe-Johnson, Ann Murray, Lella Cuberli, Britt-Marie Aruhn, Christine Barbaux | Sylvain Cambreling    | Ricercar  |
| 1989 | Peter Schreier, Cecilia Bartoli, Edita Gruberová, Dawn Upshaw, Yvonne Kenny            | Nikolaus Harnoncourt  | Teldec    |
| 2006 | Roberto Saccà, Monica Bacelli, Annick Massis, Verónica Cangemi, Julia Kleiter          | Tomás Netopil         | Dynamic   |

### Annotazioni
1. ↑  Altre notevoli rappresentazioni sono state: nel 1989 in concerto al Wiener Konzerthaus diretta da Harnoncourt con il Concentus Musicus Wien, la Gruberova, Cecilia Bartoli e Dawn Upshaw di cui esiste una registrazione; nel 1991 al Wiener Staatsoper con la Gruberova ed al San Francisco Opera diretta da Julius Rudel, nel 1998 al Festival Theatre di Edimburgo per l'Opera for Europe, nel 2005 all'Opera di Santa Fe (Nuovo Messico) con Susan Graham e Gregory Kunde, nel 2006 al Teatro La Fenice di Venezia con Verónica Cangemi, di cui esiste una registrazione e nel 2013 al Gran Teatre del Liceu di Barcellona con Patricia Petibon.

### Fonti
1. 1 2 3 4  Gianfranco Sgrignoli, Invito all'ascolto di Mozart, Milano, Mursia,1991
2. 1 2  Georg Nikolaus Nissen, Biografia di Wolfgang Amadeus Mozart, traduzione di Marco Murara, Varese, Zecchini, 2018
3. ↑  Stanley Sadie, Mozart: The Early Years, 1756–1781, New York, W.W. Norton & Co. 2006
4. ↑  Hermann Abert, La giovinezza di Mozart (1756-1773), Milano, Book Time, 2024